# Strongylocentrotus intermedius
A Strongylocentrotus intermedius a tengerisünök (Echinoidea) osztályának Camarodonta rendjébe, ezen belül a Strongylocentrotidae családjába tartozó faj.
Japánul: Ezo-bafun-uni.

## Előfordulása
A Strongylocentrotus intermedius a Japán-tenger endemikus állatfaja.

## Alfaja
- Strongylocentrotus intermedius longispina Djakonov, 1938 - szinonimája: Strongylocentrotus intermedius f. longispina Djakonov, 1938

## Életmódja
Tengeri élőlény, amely a sziklás partok mentén lelhető fel. A fenéken levő szerves törmelékkel, valamint a vízalatti sziklákra növő moszatokkal táplálkozik.